# فالا
فالا (بالإنجليزية: Vala)‏ هي لغة برمجة كائنية التوجه مع مترجم مضيف لنفسه يولد أكوادًا بلغة С ويستخدم نظام GObject.
فالا هي لغة مشابهة في نحوها للغة #C وتتضمن مزايا مثل الدوال المجهولة والإشارات والخصائص والتعميمات وإدارة الذاكرة المساعدة والتعامل مع الاستثناءات واستنتاج النوع ومفردة foreach. أراد مطوراها يورج بيلتر ورفائيل ساندريني جلب هذه المزايا لنظام تنفيذ البرامج في لغة С مع قدر قليل من الإضافات الزائدة وعدم توفير دعم خاص في وقت التشغيل من خلال استهداف نظام كائنات GObject. وبدلًا من الترجمة مباشرة إلى لغة الآلة أو لغة التجميع، يقوم المجمع بالتجميع إلى لغة وسيطة منخفضة المستوى. إذ يقوم المترجم بالتحويل بطريقة مصدر إلى مصدر إلى لغة С، والتي تجمع بعد ذلك باستخدام مترجم С لمنصة معينة. ويعد مجمع GCC أشهر مترجمات لغة С.
لإدارة الذاكرة، يتضمن نظام GObject عد المراجع. في لغة С، يكون على المبرمج أن يضيف أو يزيل المراجع، لكن في Vala، تدار أعداد هذه المراجع بصفة آلية إذا استخدم المبرمج أنواع المراجع المضافة افتراضيًّا في اللغة بدلًا من المؤشرات العادية.
استخدام إمكانيات من مكتبات الكود الأصلي يتطلب ملفات vapi، والتي تعرف واجهات المكتبة. وكتابة تعريفات هذه الواجهات موثق جيدًا لمكتبات С، خاصة إذا كانت مبنية على GObject. مع ذلك، مكتبات ++С غير مدعومة. تتوفر ملفات vapi لجزء كبير من منصة GNOME، بما في ذلك GTK.
ابتكرت Vala بواسطة يورج بيليتر وطبقها معه رفائيل ساندريني، وأنهيا مترجمًا مضيفًا لنفسه في مايو 2006.

## مثال للكود
```
void
 
main
 
()
 
{

    
print
 
(
"Hello World
\n
"
);

}

```

## استشهادات
1. ↑  "Writing Multimedia Applications with Vala". مؤرشف من الأصل في 2012-08-28.

## روابط خارجية
- فالا على موقع Open Hub (الإنجليزية)